# Pacific Electric Railway
Le Pacific Electric Railway (sigle de l'AAR : PE), aussi connu sous le nom de Red Car system, était un réseau de transport en commun dans le sud de la Californie, qui utilisait des tramways (streetcars), des trams-trains (light rail), et des autobus. Lors de son extension maximale vers 1925, le réseau reliait les villes situées dans les comtés de Los Angeles et d'Orange, et desservait aussi les comtés de Riverside et de San Bernardino de la région d'Inland Empire.

## Histoire

### Districts

Los Angeles Pacific Electric Railways (Red Cars).

Le réseau était divisé en trois districts : Northern District : Pasadena, San Gabriel Valley incluant Alhambra, El Monte, Glendora, Monrovia, Pomona, San Bernardino ; Southern District : Long Beach, Newport Beach, Huntington Beach, San Pedro via Dominguez, Santa Ana, El Segundo, Redondo Beach via Gardena, San Pedro Via Torrance ; Western District : Hollywood, Burbank/Glendale, San Fernando Valley, Beverly Hills, Santa Monica, Manhattan/Redondo/Hermosa Beaches, Venice, Playa Del Rey. Au début, lorsque la compagnie fut créée, il existait un Eastern District, mais il fut rapidement intégré au Northern District.

### Origines
Le premier tramway circula à Los Angeles en 1887. Le Pasadena & Pacific Railway résultat de la fusion du Pasadena & Los Angeles Railway et du Los Angeles Pacific Railway (vers Santa Monica) grâce à la participation de Henry Huntington. Le Pasadena & Pacific, dont le slogan était « From the mountains to the sea » (en français : « Des montagnes jusqu'à la mer », stimula le tourisme dans le sud de la Californie.
En 1901, le magnat de l'immobilier et du chemin de fer, Henry Huntington, consolida de nombreux petits chemins de fer pour constituer le Pacific Electric Railway. Huntington assura conjointement le développement du Pacific Electric et de la Pacific Electric Land Company ; cette dernière, en proposant de nouveaux programmes immobiliers en fonction de l'avancée des lignes du PE, générait de larges profits. C'était bien sûr l'intention d'Huntington. Ainsi, Huntington Beach, située dans le comté d'Orange à bonne distance du centre de Los Angeles, constitue un bon exemple.
Collis Potter Huntington, oncle de Henry et l'un des fondateurs du Central Pacific Rail Road (apparenté au Southern Pacific Railroad), légua à sa mort une immense fortune à son neveu. Quelques années seulement après la formation du Pacific Electric, la plupart de ses actions furent rachetées par le Southern Pacific. Une décennie plus tôt, Henry Huntington avait tenté en vain de prendre le contrôle du SP. En 1911, le SP racheta les parts d'Huntington, excepté celles du Los Angeles Railway (LARy), une petite compagnie urbain à voie étroite connue sous le nom de Yellow Cars ; le SP racheta également plusieurs autres chemins de fer de voyageurs que possédait Huntington dans la région de Los Angeles, incluant le Pasadena & Pacific. Connu sous le nom de « Great Merger », le SP fusionna toutes ces compagnies dans le Pacific Electric en 1911. À cette époque le Pacific Electric devint le plus grand exploitant de chemin de fer électrifié interurbain au monde, avec plus de 1 600 km de voies. Le réseau couvrait tout le sud de la Californie, et en particulier le sud et l'est.
À son apogée vers 1925, le réseau réalisait une interconnexion des villes situées dans les comtés de Los Angeles et d'Orange, et permettait également une connexion vers les comtés de Riverside et San Bernardino. Le réseau était divisé en trois districts : le Northern District: Pasadena, la Vallée de San Gabriel incluant Alhambra, El Monte, Glendora, Monrovia, Pomona, et San Bernardino ; le Southern District: Long Beach, Newport Beach, Huntington Beach, San Pedro (via Dominguez), Santa Ana, El Segundo, Redondo Beach (via Gardena), San Pedro (Via Torrance) ; le Western District: Hollywood, Burbank/Glendale, la vallée de San Fernando, Beverly Hills, Santa Monica, Manhattan Beach/Redondo Beach/Hermosa Beach, Venice, et Playa Del Rey.
Le Pacific Electric assurait également un important service marchandise sur l'ensemble de son réseau, ainsi qu'un service postal, le Railway Post Office. Tout cela générait d'importants revenus. Le PE innova pour garantir la sécurité des croisements, en concevant le signal automatique, surnommé « wigwag ». Il fut rapidement adopté par d'autres compagnies. Quelques wigwags étaient toujours en service en 2006.
Après la « Grande Fusion », Henry Huntington conserva la compagnie à voie étroite Los Angeles Railway (LARy). Ce réseau routier desservait le centre de Los Angeles et les communes environnantes. Ces tramways, connus sous le nom de « Yellow Cars », transportaient plus d'usagers que les « Red Cars », puisque LARy circulait dans les quartiers les plus peuplés de Los Angeles, incluant  Hawthorne au sud, et Pico Boulevard à l'ouest où se trouvait l'énorme centre commercial de Sears Roebuck. Cette « P » Line était la ligne la plus populaire de Los Angeles. Le complexe Sears continua d'être desservi par les ex-Yellow Cars (repeints en deux tons de vert sous l'aire MTA) jusqu'en 1963.

### Déclin des Red Cars
Le développement du réseau urbain d'Huntington était intimement lié au développement de ses opérations immobilières. Huntington et le Southern Pacific (via la  Pacific Electric Land Company) gagnaient tellement d'argent avec l'immobilier, qu'ils ne s'occupaient pas de la rentabilité des nombreuses lignes. L'automobile étant peu développée, les lignes électrifiées interurbaines étaient la seule solution pour relier la proche et moyenne banlieue aux centres-villes. Et la forte fréquentation des lignes urbaines suffisait à supporter les lignes rurales déficitaires. Mais lorsque les revenus commencèrent à diminuer, les lignes les moins fréquentées furent remplacées dès 1925 par un service de bus plus économique.
Mais l'augmentation des voitures qui partageaient la route avec le Pacific Electric provoqua une diminution de la vitesse des Red Cars. La vitesse moyenne sur la ligne surchargée de Santa Monica Boulevard n'était que de 21 km/h.
La congestion du trafic était si importante à la fin des années 1930 que le très influent Automobile Club of Southern California élabora un projet de réseau autoroutier surélevé, où les anciennes lignes seraient remplacées par des bus capables de circuler sur les routes locales et les routes express. Un projet, qui ne fut pas retenu, prévoyait d'installer une voie ferrée dans le terre-plein central des autoroutes.
Lors de la Seconde Guerre mondiale, le rationnement de l'essence favorisa les transports en commun assurés par le Pacific Electric. Après la guerre de nouveaux arrivants décidèrent de s'installer dans la région de Los Angeles. Les élus tombèrent d'accord pour accélérer le développement du nouveau réseau routier gratuit. Dès 1951, des terrains furent acquis et des quartiers détruits. À cette époque les quatre premières voies rapides gratuites étaient déjà en service ou en cours d'achèvement : Hollywood freeway, Pasadena freeway, Harbor freeway et San Bernardino freeway.
Le dernier service postal interurbain des États-Unis (RPO service / Railroad Post Office service), exploité par le PE sur la San Bernardino Line, prit fin le 6 mai 1950.

### Démantèlement
Le service voyageur du PE commença à subir d'importantes réductions avant la Première Guerre mondiale, qui incluaient les lignes vers Whittier et Fullerton (1938), Redondo Beach, Newport Beach et Riverside (1940), et San Bernardino (1941), suivies des lignes Pasadena et Monrovia/Glendora en 1951. C'était la conséquence de la construction des quatre premières autoroutes. La San Bernardino Freeway fut la première à ouvrir en 1941, mais elle n'était pas encore reliée à la Hollywood freeway. Les différentes agences publiques de la ville, du comté et de l'État se mirent d'accord avec le PE pour abandonner le trafic ferroviaire interurbain. Les lignes du Northern District (Pasadena, Monrovia/Glendora, et Baldwin Park) furent assurées par des bus. Pour le Southern District, la ligne  vers Santa Ana ferma en 1950, celle vers Bellflower en 1955. Quant au Western District la dernière ligne vers Venice et Santa Monica stoppa en 1950. Le service vers San Fernando Valley (Glendale), utilisant les nouvelles voitures PCC, via un tunnel vers le Subway Terminal, s'arrêta en 1955. Par contre le service sur la Long Beach line, entre la 6th et la Main Street, dura jusqu'en 1961.
Ce qui restait du service voyageur du PE fut vendu en 1953 à la Metropolitan Coach Lines Company, dont l'intention était de convertir le plus rapidement possible le service ferroviaire en service d'autocar. Les lignes Hollywood Boulevard et Beverly Hills furent fermées en 1954, et le service vers Glendale et Burbank stoppa en 1955. Mais le gouvernement de Californie, via sa Public Utility Commission, s'opposa à la fermeture des autres lignes plus populaires. En 1951 fut créée une agence gouvernementale, la Los Angeles Metropolitan Transit Authority (MTA) pour étudier la viabilité d'un nouveau transport ferroviaire de masse. En 1957, elle fut autorisée à exploiter des lignes. En 1958 elle en profita pour racheter la Metropolitan Coach Lines, ainsi que la Los Angeles Transit Lines, successeur des Yellow Cars de la LARy. L'exploitation de toutes ces lignes débuta le 3 mars 1958 sous le nom de MTA. Après une soixantaine d'années d'existence, la dernière ligne de l'ancien réseau du PE allant de Los Angeles à Long Beach fut arrêtée le 9 avril 1961.
Les dernières voies étroites du Yellow Cars furent enlevées en 1963. Le service fret du PE fut repris par le Southern Pacific Railroad. En septembre 1964, l'agence MTA fut réorganisée et adopta le nom de Southern California Rapid Transit District. Ce MTA n'avait aucune parenté avec le MTA actuel, issu de la fusion de deux agences en 1993. Le Pacific Electric Railway fut dissous en 1965. 
La majorité du matériel préservé du PE se trouve à l'Orange Empire Railway Museum à Perris. 

### Le grand scandale des tramways américains
La fin des tramways était la conséquence du remplacement des lignes de tramway par des lignes de bus, qui se déroula dans plus de 60 villes américaines, dont Los Angeles, Minneapolis-Saint Paul, Baltimore, Saint Louis, Philadelphia, Salt Lake City, et Oakland.
L'American City Lines était l'un des nombreux consortiums constitués et contrôlés par General Motors, Standard Oil of California, et Firestone, qui systématiquement démantelaient les lignes privées de tramway, souvent après les avoir rachetées (comme les Red Cars du PE, et les Yellow Cars du LARy), puis les remplaçaient parfois partiellement par des bus.
En 1949 deux procès eurent lieu pour dénoncer ces tentatives de monopolisation des transports. La Federal District Court of Northern Illinois prononça un acquittement, quant à la seconde, considérant que la violation était relativement mineure, elle condamna les compagnies à verser une amende de 5 000$, et les directeurs à 1$ symbolique.

## Matériel roulant

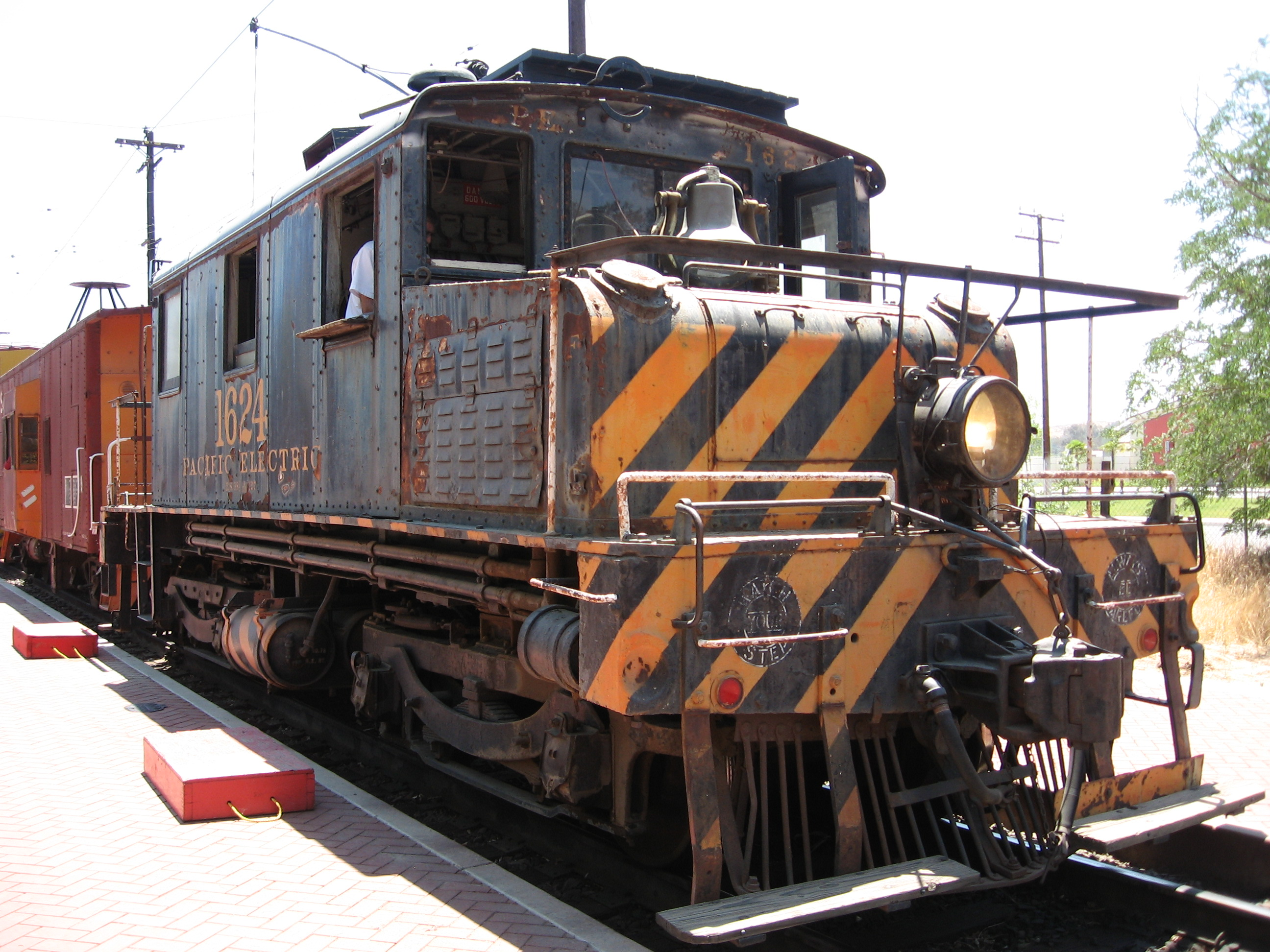
Locomotive de Pacific Electric.

### Locomotives
- locomotives électriques classe-1600

### Voitures

#### Voitures interurbaines (interurban cars)
- Blimp MU (61 - Pullmans) 
  - St Louis Car Company Blimp MU 1930-1959
  - Pullman Car Company voiture Blimp MU 1913-1961
  - Pullman Car Company voiture à bagage Blimp MU 1913-1959
- St Louis Car Company voiture MU 1907-1950
- Jewett Car Company voiture "Business Car" classe-1000 1913-1947
- Jewett Car Company voiture interurbaine classe-1000 1913-1954
- American Car Company voiture remorque 1908-1934
- American Car Company voiture remorque 1908-1934
- Pullman Car Company voiture officer's car 1912-1958
- JG Brill Portland voiture mixte RPO (Rail Post Office) / bagage 1913-1959
- voiture interurbaine classe-500
- American Car Company voiture interurbaine classe-800
- Standard Steel Car Company voiture interurbaine classe-1100,  Hammond, Indiana
- Pressed Steel Car Company voiture interurbaine classe-1200 Berdoo MU 1915
- Pullman Car Company voiture interurbaine classe-1222 Long Beach MU 1921
- Pullman Car Company voiture interurbaine classe-1252 Portland MU 1912
- Pullman Car Company voiture "Business Car" classe-1299 1912, transformé en remorque Portland 1929

Les voitures urbaines et de banlieue (city and suburban cars)
- St Louis Car Company voiture double-truck Birney 1925-1941
- Pullman Car Company voiture Submarine 1912-1928
- J. G. Brill Birney 1918-1941 (69)
- St Louis Car Company voiture baby five MU 1901-1934
- St Louis Car Company voiture medium five MU 1909-1934
- St Louis Car Company voiture Hollywood MU 1922-1959 (160)
- St Louis Car Company voiture Hollywood 1922 (50 unités numérotées 600 à 649)
- St Louis Car Company voiture Hollywood 1923 (50 unités numérotées 650 à 699)
- J. G. Brill voiture Hollywood 1920s (50 unités numérotées 700 à749)
- St Louis Car Company voiture Hollywood 1924 (10 unités numérotées 750 à 759)
- Pullman Standard voiture PCC streetcar 1939 (30 unités numérotées 5000 à 5029). Vendues en Argentine en 1959
- St. Louis Car Company voiture DE streetcars classe-500

#### Voitures d'entretien
- LAP  trolley graisseur 1898-1957
- PE tower car 1915-1957

#### Voitures de fret
- LA&R caboose à toit plat 1896
- PE caboose à toit plat PE 1939
- LS&MS caboose 1915
- LV caboose 1926
- RF&P caboose 1905
- SSC fourgon 1924

### Bus
- GM yellow coach

## Installations
- West Hollywood Car Barn and Yard
- Ocean Park Car Barn and Yard
- Torrance Shops
- 6th & Main Station(terminus principal)
- Hill Street Station
- Subway Terminal (Hollywood Subway)

### Les voies à double écartement
Les Red Cars du Pacific Electric circulaient sur des voies standards, alors que les Yellow Cars du LARy utilisaient des voies étroites. Il fallut poser des voies à double écartement sur certaines portions communes aux deux compagnies, comme : Main Street, 4th Street, et sur Hawthorne Boulevard desservant les villes de Hawthorne, Gardena, et Torrance.

## Le retour de l'électricité
Au début des années 1970, plusieurs facteurs incluant la préservation de l'environnement, l'augmentation de la population, et le prix de l'essence, plaidèrent en faveur d'un transport de masse autre que le bus. En 1976, l'État de Californie créa le Los Angeles County Transportation Commission pour coordonner les efforts de l'agence SCRTD qui travaillait sur le Metrorail Subway (la ligne rouge), tandis que l'agence LACTC s'intéressait à un réseau ferré. La construction du métro de Los Angeles ne débuta qu'en 1985. Les deux agences SCRTD et LACTC fusionnèrent en 1993 pour constituer la Los Angeles County Metropolitan Transportation Authority (LACMTA).
En 1990, un service voyageur utilisant une ligne électrifiée, la ligne bleue, était à nouveau de retour à Los Angeles. La ligne circule du centre-ville à Long Beach, en suivant une bonne partie de l'ancienne route du Pacific Electric, fermée en 1961. La LACMTA a depuis ouvert d'autres lignes. La ligne rouge du métro relie North Hollywood à Union Station. La ligne verte circule au milieu de l'Interstate 105 depuis 1995. La ligne dorée relie Pasadena au centre-ville de Los Angeles, en longeant l'ancienne ligne du Santa Fe, et incluant le pont ferroviaire construit en 1895 au-dessus de l'Arroyo Seco.
Le 19 juillet 2003, une ligne de tramway longue de 2 km permit de relier les quais d'un paquebot de croisière à d'autres attractions sur le front de mer de San Pedro.
La ligne Expo dessert Culver City depuis 2012 et Santa Monica depuis 2016.